# Chris Bennett (Musikerin)

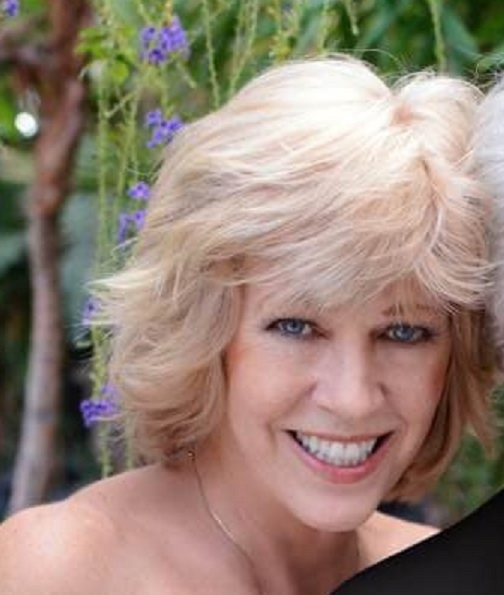
Chris Bennett (2020)

Christine „Chris“ Bennett (* 2. August 1948 in Marshall, Illinois) ist eine amerikanische Pop- und Jazzsängerin, die auch als Songwriterin erfolgreich war.

## Leben und Wirken
Bennett wuchs in einer musikalischen Familie auf. Beide Eltern spielten Klavier (die Mutter war Musiklehrerin). Bereits mit fünf Jahren erhielt sie Klavier- und Tanzunterricht. Später absolvierte sie ein Musik- und Tanzstudium an der University of Illinois und setzte ihre Studien an der University of California, Los Angeles fort.
Als Studentin begann Bennett ihre Karriere als Revue-Sängerin in Las Vegas. Dann wurde ihr Talent als Solokünstlerin entdeckt. Giorgio Moroder engagierte Bennett 1976 in Deutschland als Lead-Sängerin und Pianistin der Disco-Gruppe Munich Machine, mit der sie mehrere Hits hatte. Für ihre Mitwirkung beim Soundtrack des Films 12 Uhr nachts – Midnight Express wurde sie für einen Grammy nominiert.
Auch als Pop-Songwriterin war sie sehr erfolgreich; ihre Songs wurden von Top-Künstlern aufgenommen, darunter Tina Turner, The Manhattan Transfer und Randy Hall. Weiterhin produzierte sie Keb’ Mo’s erste CD Rainmaker.
Nach weltweiten Erfolgen im Disco- und Popgenre wendete Bennett sich ab den 1990er Jahren vor allem dem Jazz zu. Seit ihrer Rückkehr nach Los Angeles hat sie mehrere Alben unter eigenem Namen aufgenommen. Zwei dieser Alben, Live in Berlin und Once Upon a Time entstanden im Berliner A-Trane, wo sie immer wieder aufgetreten ist. 2018 entstand noch ein Duoalbum mit dem Pianisten Bill Marx.

## Diskographische Hinweise
- Giorgio & Chris: Love’s in You, Love’s in Me (Oasis 1978, mit Giorgio Moroder)
- Chris Bennett (Beachwood, 1993)
- Less Is More (Chartmaker, 1998)
- Live in Berlin (Renegade, 2000)
- Until the End of Time (Rhombus, 2001)
- When I Think of Christmas (Rhombus, 2003)
- Once Upon a Time: Live at the A-Trane (Renegade, 2005)
- Chris Bennett on Broadway (Rhombus, 2005)
- Girl Talk (2008)
- Sail Away (Renegade, 2012)
- Chris Bennett & Bill Marx: Something Wonderful (2018)